# Marieta Ilcu
Marieta Ilcu (Dărăbani, 16 ottobre 1962) è un'ex lunghista rumena.

## Palmarès
| Anno | Manifestazione  | Sede       | Evento         | Risultato | Prestazione | Note |
| ---- | --------------- | ---------- | -------------- | --------- | ----------- | ---- |
| 1987 | Universiadi     | Zagabria   | Salto in lungo | Oro       | 6,81 m      |      |
| 1988 | Europei         | Budapest   | Salto in lungo | 10ª       | 6,37 m      |      |
| 1989 | Mondiali indoor | Budapest   | Salto in lungo | Argento   | 6,86 m      |      |
| 1990 | Europei         | Spalato    | Salto in lungo | Argento   | 7,02 m      |      |
| 1991 | Mondiali indoor | Siviglia   | Salto in lungo | Bronzo    | 6,74 m      |      |
| 1992 | Europei indoor  | Genova     | Salto in lungo | Argento   | 6,74 m      |      |
| 1993 | Mondiali indoor | Toronto    | Salto in lungo | Oro       | 6,84 m      |      |
| 1995 | Mondiali indoor | Barcellona | Salto in lungo | 8ª        | 6,52 m      |      |